# Caio Otávio (tribuno militar)
Caio Otávio (em latim: Gaius Octavius) foi um oficial militar romano que esteve ativo durante o século III a.C.. Filho do equestre Caio Otávio e neto do questor Cneu Otávio Rufo, foi pai do funcionário municipal Caio Otávio e bisavô do imperador Augusto (r. 27 a.C.–14 d.C.). Quando Marco Antônio almejava lançar seu desprezo contra Augusto, ele afirmou que Caio Otávio foi um liberto e um fazedor de cordas (restio).
Durante a Segunda Guerra Púnica, Caio Otávio serviu como tribuno militar e participou da desastrosa batalha de Canas, sendo um dos poucos sobreviventes. Quando os cartagineses estavam forçando um acampamento romano menor, Caio Otávio e o também tribuno Semprônio Tuditano conseguiram cortar seu caminho através do inimigo e chegaram em segurança em Canúsio. Ele também serviu na Sicília sob o pretor Lúcio Emílio Papo, mas não se sabe se tomou parte de alguma outra expedição.